# Medal Kampanii Abisyńskiej
Medal Kampanii Abisyńskiej (fr. Médaille Commémorative de la Campagne d’Ethiopi, fl. Herinneringsmedaille van de Ethiopische Veldtocht) – belgijskie wojskowe odznaczenie państwowe nadawane belgijskim wojskowym za udział w walkach na terenie Etiopii w czasie II wojny światowej.

## Historia
Odznaczenie został ustanowione dekretem księcia regenta Belgii Karola w dniu 30 stycznia 1947 roku dla wyróżnienia oficerów  i żołnierzy belgijskich oddziałach kolonialnych, którzy w okresie od 6 marca do 3 lipca 1941 roku uczestniczyli w walkach przeciwko wojskom włoskim na terenie Etiopii mających na celu wyzwolenie Etiopii spod okupacji włoskiej.

## Zasady nadawania
Zgodnie z dekretem medal nadawany był oficerom i żołnierzom belgijskich wojsk kolonialnych, którzy w okresie od 6 marca do 3 lipca 1941 r. uczestniczyli w działaniach bojowych wspólnie z wojskami brytyjskimi i etiopskimi w walce z wojskami włoskimi okupującymi Etiopię. 
W skład belgijskiego kontyngentu weszły: 3 bataliony piechoty, kompania moździerzy, kompania saperów i 2 baterie dział lekkich, łącznie siły te liczyły ok. 3000 żołnierzy.

## Opis odznaki
Odznakę medalu jest prostokąt z zaokrąglonymi kątami o szer. 33 mm i wysokości 52 mm wykonany z brązu. 
Na awersie medalu w środku we wklęsłej tarczy znajdują się głowy dwóch żołnierzy kolonialnych wojsk belgijskich – żołnierz tubylczego w kepi i żołnierz belgijski w hełmie typu francuskiego. Poniżej znajdują się daty 1940 i 1941. W prawej górnej stronie znajduje się gałązka laurowa, a w dolnym prawym rogu napis DUPAGNE.
Na rewersie są nazwy: SAIO, GAMBELA i ASOSA (nazwy miejscowości, gdzie oddziały belgijskiej stoczyły walki z wojskami włoskimi), poniżej i powyżej znajdują się gwiazdki.
Medal zawieszony jest na wstążce o szer. 37 mm, w środku znajduje się pasek koloru żółtego, po obu stronach paski koloru jasnoniebieskiego i zielonego. Na wstążce umieszczano również okucie z napisem ABYSSINIE.